# Türk Hava Yolları Spor Kulübü 2022-2023 (pallavolo)
Questa voce raccoglie le informazioni riguardanti il Türk Hava Yolları Spor Kulübü nelle competizioni ufficiali della stagione 2022-2023.

## Stagione
Il Türk Hava Yolları Spor Kulübü non utilizza alcuna denominazione sponsorizzata nella stagione 2022-23.
Partecipa alla Sultanlar Ligi, ottenendo un quarto posto al termine della regular season: qualificato per i play-off scudetto, viene eliminato in semifinale dall'Eczacıbaşı, perdendo poi anche la finale per il terzo posto contro il VakıfBank. In Coppa di Turchia la sua corsa si ferma nuovamente alle semifinali, estromesso dal Fenerbahçe.
In ambito internazionale è di scena in Coppa CEV, dove viene eliminato dalle italiane della Savino Del Bene, future vincitrici del torneo, ancora dopo le semifinali.

## Organigramma societario
Area direttiva
- Presidente: Mehmet İlker Aycı

Area tecnica
- Allenatore: Marcello Abbondanza (fino a febbraio), Kamil Söz (da febbraio)
- Allenatore in seconda: Recep Vatansever
- Assistente allenatore: Yalçin Özbek
- Scoutman: Muhammet Karakuş

## Rosa
| N° | Nome               | Ruolo | Data di nascita   | Nazionalità sportiva |
| -- | ------------------ | ----- | ----------------- | -------------------- |
| 1  | Melis Yılmaz       | L     | 28 giugno 1996    | Turchia              |
| 2  | Buse Kayacan       | L     | 15 luglio 1992    | Turchia              |
| 3  | Kiera Van Ryk      | O     | 6 gennaio 1999    | Canada               |
| 4  | Özlem Tuğral       | P     | 21 ottobre 2001   | Turchia              |
| 5  | Şeyma Ercan        | S     | 5 luglio 1994     | Turchia              |
| 6  | Polen Uslupehlivan | O     | 19 luglio 1993    | Turchia              |
| 7  | Ada Germen         | S     | 24 giugno 1997    | Turchia              |
| 8  | Dicle Babat        | C     | 15 settembre 1992 | Turchia              |
| 9  | Madison Kingdon    | S     | 20 aprile 1993    | Stati Uniti          |
| 10 | Çağla Akın         | P     | 19 gennaio 1995   | Turchia              |
| 11 | Bahar Toksoy       | C     | 6 febbraio 1988   | Turchia              |
| 12 | Hanna Orthmann     | S     | 3 ottobre 1998    | Germania             |
| 13 | Zeynep Demirel     | C     | 27 novembre 2000  | Turchia              |
| 17 | Naz Aydemir        | P     | 14 agosto 1990    | Turchia              |
| 18 | Emily Maglio       | C     | 13 novembre 1996  | Canada               |

## Statistiche

### Statistiche di squadra
| Competizione     | Punti | In casa | In casa | In casa | In trasferta | In trasferta | In trasferta | Totale | Totale | Totale |
| Competizione     | Punti | G       | V       | P       | G            | V            | P            | G      | V      | P      |
| ---------------- | ----- | ------- | ------- | ------- | ------------ | ------------ | ------------ | ------ | ------ | ------ |
| Sultanlar Ligi   | 55    | 15      | 9       | 6       | 15           | 9            | 6            | 30     | 18     | 12     |
| Coppa di Turchia | 9     | 1       | 1       | 0       | 0            | 0            | 0            | 5      | 4      | 1      |
| Coppa CEV        | -     | 5       | 5       | 0       | 5            | 4            | 1            | 10     | 9      | 1      |
| Totale           | -     | 21      | 15      | 6       | 20           | 13           | 7            | 45     | 31     | 14     |

G = partite giocate; V = partite vinte; P = partite perse

### Statistiche dei giocatori
| Giocatore       | Campionato | Campionato | Campionato | Campionato | Campionato | Coppa di Turchia | Coppa di Turchia | Coppa di Turchia | Coppa di Turchia | Coppa di Turchia | Coppa CEV | Coppa CEV | Coppa CEV | Coppa CEV | Coppa CEV | Totale | Totale | Totale | Totale | Totale |
| Giocatore       | P          | PT         | AV         | MV         | BV         | P                | PT               | AV               | MV               | BV               | P         | PT        | AV        | MV        | BV        | P      | PT     | AV     | MV     | BV     |
| --------------- | ---------- | ---------- | ---------- | ---------- | ---------- | ---------------- | ---------------- | ---------------- | ---------------- | ---------------- | --------- | --------- | --------- | --------- | --------- | ------ | ------ | ------ | ------ | ------ |
| Ç. Akın         | 22         | 25         | 11         | 7          | 7          | 3                | 10               | 2                | 2                | 6                | 7         | 15        | 9         | 2         | 4         | 32     | 50     | 22     | 11     | 17     |
| N. Aydemir      | 25         | 78         | 35         | 26         | 17         | 4                | 21               | 9                | 2                | 10               | 5         | 20        | 11        | 5         | 4         | 34     | 119    | 55     | 33     | 31     |
| D. Babat        | 22         | 102        | 47         | 49         | 6          | 2                | 15               | 10               | 5                | 0                | 5         | 16        | 3         | 9         | 4         | 29     | 133    | 60     | 63     | 10     |
| Z. Demirel      | 16         | 68         | 24         | 33         | 11         | 2                | 1                | 1                | 0                | 0                | 4         | 11        | 6         | 5         | 0         | 22     | 80     | 31     | 38     | 11     |
| Ş. Ercan        | 30         | 141        | 114        | 16         | 11         | 5                | 37               | 26               | 6                | 5                | 8         | 16        | 15        | 1         | 0         | 43     | 194    | 155    | 23     | 16     |
| A. Germen       | 23         | 4          | 1          | 1          | 2          | 4                | 0                | 0                | 0                | 0                | 5         | 0         | 0         | 0         | 0         | 32     | 4      | 1      | 1      | 2      |
| B. Kayacan      | 16         | 0          | 0          | 0          | 0          | 5                | 0                | 0                | 0                | 0                | 5         | 0         | 0         | 0         | 0         | 26     | 0      | 0      | 0      | 0      |
| M. Kingdon      | 29         | 397        | 347        | 25         | 25         | 5                | 50               | 44               | 4                | 2                | 9         | 102       | 88        | 12        | 2         | 43     | 549    | 479    | 41     | 29     |
| E. Maglio       | 26         | 159        | 120        | 33         | 6          | 5                | 32               | 22               | 6                | 4                | 9         | 64        | 46        | 14        | 4         | 40     | 255    | 188    | 53     | 14     |
| H. Orthmann     | 28         | 291        | 245        | 11         | 35         | 5                | 62               | 49               | 5                | 8                | 8         | 110       | 88        | 7         | 15        | 41     | 463    | 382    | 23     | 58     |
| B. Toksoy       | 20         | 106        | 59         | 32         | 15         | 4                | 23               | 14               | 6                | 3                | 5         | 29        | 20        | 8         | 1         | 29     | 158    | 93     | 46     | 19     |
| Ö. Tuğral       | 4          | 4          | 3          | 1          | 0          | 1                | 0                | 0                | 0                | 0                | 2         | 0         | 0         | 0         | 0         | 7      | 4      | 3      | 1      | 0      |
| P. Uslupehlivan | 25         | 165        | 151        | 11         | 3          | 3                | 11               | 8                | 0                | 3                | 8         | 44        | 38        | 3         | 3         | 36     | 220    | 197    | 14     | 9      |
| K. Van Ryk      | 16         | 355        | 314        | 20         | 21         | 4                | 86               | 69               | 6                | 11               | 6         | 107       | 86        | 9         | 12        | 26     | 548    | 469    | 35     | 44     |
| M. Yılmaz       | 28         | 0          | 0          | 0          | 0          | 5                | 0                | 0                | 0                | 0                | 5         | 0         | 0         | 0         | 0         | 38     | 0      | 0      | 0      | 0      |

P = presenze; PT = punti totali; AV = attacchi vincenti; MV = muri vincenti; BV = battute vincenti